# 近畿コカ・コーラボトリング
近畿コカ・コーラボトリング株式会社（きんきコカ・コーラボトリング 英: KINKI COCA-COLA BOTTLING CO.,LTD.）は、かつてコカ・コーラを日本国内で製造・販売していた日本のコカ・コーラのボトラーのひとつ。かつての担当地域は大阪府、京都府、兵庫県の近畿地方2府1県。後述の経営統合以前は麒麟麦酒（現・キリンホールディングス）、三菱重工業のグループ企業であり、大輪会の加盟企業であった。
なお、近畿地方のうち滋賀県、奈良県、和歌山県は三笠コカ・コーラボトリング（現・コカ・コーラボトラーズジャパン）、三重県はコカ・コーラ セントラル ジャパン（現：コカ・コーラボトラーズジャパン）の管轄となる。

## 概要
1960年9月9日、近畿飲料株式会社として設立。同年10月、コカ・コーラの製造・販売に関する契約を締結し、大阪府・京都府・兵庫県を管轄地区としてコカ・コーラの製造・販売権を獲得。1962年10月、商号を近畿コカ・コーラボトリング株式会社に改称。
2005年12月に、コカ・コーラウエストジャパンと包括的な業務提携契約を結ぶことで合意し、2006年7月1日に、コカ・コーラウエストジャパンが持株会社化したコカ・コーラウエストホールディングスの傘下になる形で経営統合した。これによりグループ会社の三笠コカ・コーラボトリングを含め、近畿地方・中国地方・北部九州地方を管轄する巨大ボトラーとなり、事業規模でもサントリーに次ぐ国内清涼飲料販売第2位となる。持株会社の完全子会社化に先立ち2006年6月30日をもって、東京証券取引所、大阪証券取引所への上場を廃止した。
2009年1月1日に、親会社であるコカ・コーラウエストホールディングスに吸収合併され、コカ・コーラウエスト株式会社となった。

## 沿革
- 1960年（昭和35年）
  - 9月 - 近畿飲料株式会社設立（本社は神奈川県横浜市鶴見区に置いていた）。資本金1億円。
  - 11月 - キリンビールと製造委託契約を締結し、同社尼崎工場でコカ・コーラ等製品の生産開始。
  - 12月 - 近畿飲料営業開始。
- 1961年（昭和36年）12月 - 本社を大阪府三島郡三島町大字味舌上30-1に移転。大阪工場完成。生産開始。
- 1964年（昭和39年）
  - 1月 - 大阪工場第二ライン完成。1分間に500本の瓶詰めが可能に。
  - 12月 - コカ・コーラホームサイズ発売。
- 1966年（昭和41年）
  - 2月 - 美原工場稼動開始。
    - 第一ラインは1分間に750本の瓶詰めを可能にし、当時の世界最高水準を誇った。

  - 11月 - 摂津市誕生に伴い、住居表示を「大阪府三島郡三島町大字味舌上30-1」から「大阪府摂津市千里丘7-9-31」に変更。
- 1969年（昭和44年）3月 - 明石工場稼動開始。
- 1971年（昭和46年）
  - 4月 - 京都工場稼動開始。
  - 7月 - コカ・コーラホームサイズびんの破裂が相次ぎ（後述）発売中止、回収。
- 1972年（昭和47年）4月 - キャンニング専用の七ライン（350ml専用）稼動開始。東京コカ・コーラボトリング多摩工場に次いで全国で二番目の缶ライン保有ボトラーに。250ml缶製品は従来通り日本コカ・コーラからの買い入れで対応。
- 1976年（昭和51年）8月 - ケーシービーフーズサービス設立。
- 1977年（昭和52年）4月 - 美原工場第四ラインをリットルサイズ対応に改造し、コカ・コーラ1リットルサイズ発売。
- 1978年（昭和53年）9月 - 鉄道弘済会向け製品としてジョージアコーヒーを導入。ただし、一般市場では未発売。
- 1979年（昭和54年）4月 - 美原工場新第二ライン竣工。ファンタグレープ1リットルサイズ生産開始。
- 1980年（昭和55年）2月 - 製造部内に研究開発室を新設。プライベートブランドの開発に着手。
- 1981年（昭和56年）
  - 1月 - ケーシービーエースフルコーヒー発売。
  - 3月 - サワーロイヤル250ml缶発売。翌月に200mlびんも発売。
  - 7月 - ゲータレード250g缶発売。
- 1982年（昭和57年）
  - 4月 -
    - ジョージアコーヒーを一般市場で発売。
    - 京都工場第四ライン（ワンウェイ瓶専用）新設。リアルゴールド製造開始。

  - 5月 - 京都工場第六ラインで250mlポケットサイズ缶の製造開始。
- 1984年（昭和59年）
  - 2月 - 京都工場で250ml缶製品の製造開始。
  - 3月 - 美原工場第二ラインで1.5リットルPET製品の製造開始。
- 1985年（昭和60年）2月 - 京都工場新第一ライン（コーヒー缶）竣工。製造開始。
- 1986年（昭和61年）7月 - 京都工場第六ラインでポストミックスシロップ製造開始。
- 1987年（昭和62年）2月 - カナダドライ製品の取り扱い開始。
- 1988年（昭和63年）10月 - 大阪工場閉鎖。
- 1989年（平成元年）8月 - 大阪証券取引所第二部へ株式を上場。
- 1991年（平成3年）8月 - 京都工場第二ラインに日本最速レベルのコーヒー及び茶缶製品製造ラインを設置。
- 1994年（平成6年）11月 - 東京証券取引所第二部へ株式を上場。
- 2000年（平成12年）
  - 1月 - 明石工場の製造業務を委託するため、全額出資による「近畿プロダクツ株式会社」を設立。
  - 12月 - 美原工場閉鎖。ペットボトル製品生産ラインを京都工場第七ラインに移設。
- 2001年（平成13年）
  - 4月 - 株式会社ネスコを完全子会社化。
  - 12月 - 株式会社エフ・ヴィ西日本を完全子会社化。
- 2002年（平成14年）
  - 1月 - 京都工場の製造業務を近畿コカ・コーラプロダクツ株式会社に委託。
  - 2月 - 株式会社エフ・ヴィ西日本は近畿コカ・コーラベンディング株式会社など3社を吸収合併し、「関西ビバレッジサービス株式会社」に商号変更。
  - 11月 - コカ・コーラウエストジャパン株式会社より、三笠コカ・コーラボトリング株式会社の株式34％を取得。
- 2003年（平成15年）6月 - 三笠コカ･コーラボトリング株式会社滋賀工場の製造業務を近畿コカ･コーラプロダクツ株式会社が受託。
- 2006年（平成18年）7月 - コカ・コーラウエストジャパン株式会社と共同持株会社「コカ・コーラウエストホールディングス株式会社」を発足し、両社の経営を統合。
- 2009年（平成21年）1月1日 - コカ・コーラウエストホールディングスが近畿コカコーラ・ボトリング、三笠コカコーラ・ボトリング、コカ・コーラウエストジャパンを吸収合併し、コカ・コーラウエストに商号変更。近畿コカコーラ・ボトリングの名称は消滅。

## 工場
- 京都工場（製造所固有記号KKY→WKY） - 京都府久世郡久御山町

当初は大規模製造ラインを3つ有するなどレギュラーサイズの生産が主だったが、350ml専用のキャンニングライン設置後は缶製品の生産比率が高くなっていった。1985年にコーヒー用レトルト缶ライン設置。80年代後半から90年代初頭にかけてびん製品ラインを明石に集約し、缶製品ライン及びポストミックスシロップ製造ラインを整備する。その後2000年に閉鎖した美原工場のPET製品ラインを引きつぎ、現在の体制となった。施設内に大規模な工場見学用の設備を持っている。
- 明石工場（WAK） - 兵庫県明石市大久保町大窪

長らくびん製品の生産拠点であったが、レギュラーサイズびん製品等は中京社の東海工場内に設置された共同出資ライン(通称KCライン)での生産に移行しアセプティック(無菌充填)ラインが整備された。その後は茶・コーヒー等の無菌充填PETボトル製品生産の拠点となった。
- 大阪工場（1988年廃止）

1971年、大阪府を中心にホームサイズびん（500ml）が破裂する事故が相次ぎ社会問題化。同年7月17日には大阪府警察による立ち入り調査が行われた。以来、主にレギュラーサイズびん製品を生産していた。1980年代の一時期はKCBフーズに工場を貸与し、サワーロイヤルホワイト等の加熱殺菌処理が必要なびん製品の生産を行っていた。生産設備の一部を明石工場に移設し閉鎖したが2020年時点でコールセンター等事務拠点は現存してる。
- 美原工場（2000年廃止）

生産能力が限界に至った大阪工場をサポートするため第二工場として開設され、当時の世界最速レベルのびん詰機械が導入されるなど最新鋭の工場として注目を浴びる。リットルサイズ導入を機に大型サイズ製品の生産に特化し、晩年は近畿地域のPET製品生産拠点となっていた。最後まで稼働していたPET製品ラインの設備を京都工場に移設し閉鎖。

## かつての取り扱い商品
- コカ・コーラ
- ダイエットコカ・コーラ
- ジョージアシリーズ
- アクエリアスシリーズ
- ファンタ
- スプライト
- Qoo
- 爽健美茶
- 一（はじめ）緑茶

ほか。
取り扱い商品一覧は2009年12月31日までの情報。かつては、自社製品の開発や他社ブランドのライセンス販売に力を入れていた時期があった。自社ブランド名はKCBエースフル（KCBは近畿コカコーラボトリングの略）で、乳性炭酸飲料のサワーロイヤルシリーズ、プリンキー及びピューリエといった果汁飲料、エースフルコーヒー等が存在した。他社ライセンス販売では、明治屋のマイコーヒー、ゲータレード、カナダドライのフランチャイズから撤退したクラレに代わってカナダドライジンジャーエール及びトニックウォーターの販売も行っていた（クラブソーダはファンタブランドで販売）。この中でもサワーロイヤルは比較的長命の商品であったが、現在では販売終了となっている。また、通販オリジナル商品だった健人茶論（けんじんさろん）は、颯爽（さっそう）の販売により販売をやめるまで同社の主力商品であった。

## 看板
本社社屋上の巨大なコカコーラの看板は有名なため「コカコーラの看板のところ」と言うと通じることが多い。
また付近を走るJR京都線の車窓からもよく見えるため付近の住民は「あの看板を見ると帰ってきた」と思う人も多い。

## グループ会社
- 三笠コカ・コーラボトリング株式会社 - 現コカ・コーラウエスト
- 関西ビバレッジサービス株式会社
- 株式会社ネスコ
- コカ・コーラウエストプロダクツ株式会社 - 2008年1月1日付で近畿コカ・コーラプロダクツとコカ・コーラウエストジャパンプロダクツが統合。

ほか